# フランチェスコ・プリマティッチオ

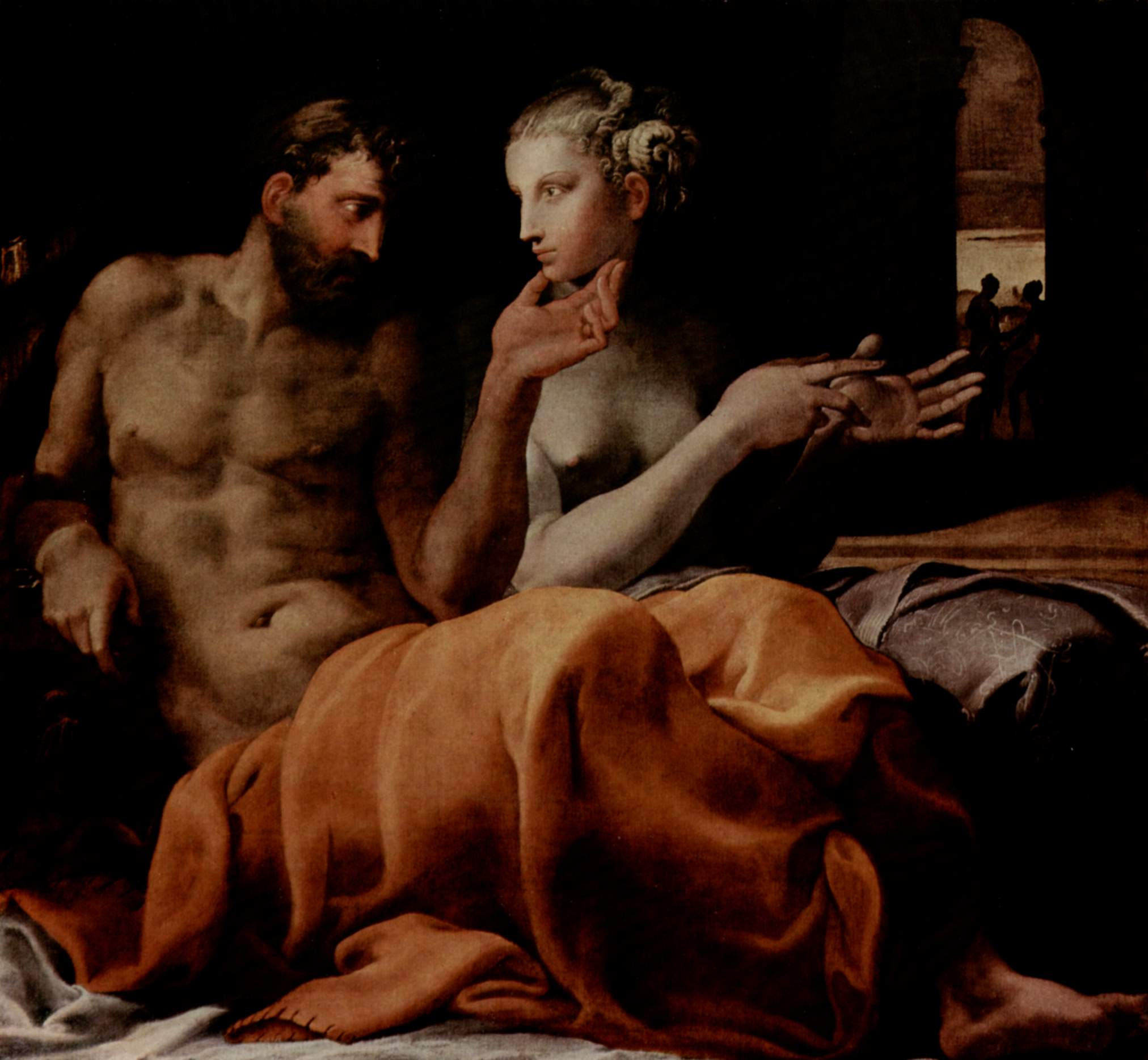
オデュッセウスとペーネロペー（1563年）

フランチェスコ・プリマティッチオ（Francesco Primaticcio、1504年4月30日 - 1570年）は、イタリア人のマニエリスムの画家・建築家・彫刻家で、主にフランスで活躍した。

## 生涯
ボローニャで生まれ、マントヴァのジュリオ・ロマーノの下で修行し、インノチェンツォ・ダ・イモラの弟子となってテ宮殿の装飾を行い、その後1532年にフランスのフランソワ1世の宮廷での地位を確保した。
ロッソ・フィオレンティーノと共にフォンテーヌブロー宮殿の装飾を任され、人生の大半をそれに費やした。このため、初期フォンテーヌブロー派の1人とされる。ロッソが1540年に亡くなるとフォンテーヌブローの美術監督に就任し、ニコロ・デッラバーテなど新たな画家や彫刻家を手配した。彼はタペストリー職人のためのカートゥーンを用意したり、16世紀宮廷画家の常として仮面劇やパーティのための精巧な装飾のデザインも求められた。これらの作品はほとんど現存しておらず、一部の下絵や版画が残っているだけである。フランソワ1世は彼の審美眼を信用し、1540年と1545年の2回、イタリアへの美術品買い付け旅行に送り出した。ローマでは教皇のコレクションから古代ローマの彫刻の石膏型を取ってくることが任務の1つで、それを使ってブロンズ像が作られフォンテーヌブローの花壇庭園を飾ることになった。
プリマティッチオはフランソワ1世の後もアンリ2世とフランソワ2世に宮廷画家として仕えた。彼の傑作とされるフォンテーヌブローの Salle d'Hercule は完成に1530年代から1559年までかかった。
プリマティッチオのマニエリスム的な構図と脚を長めに描く技法は16世紀後半のフランス美術界に影響を与えた。
その後プリマティッチオは建築に転向した。サン＝ドニ大聖堂のヴァロア礼拝堂が代表作とされるが、これが完成したのは彼の死後で、しかも1719年に破壊された。

## ギャラリー

ブケパロスを馴致するアレクサンドロス3世
ヘレネーの陵辱（1530年 - 1539年）
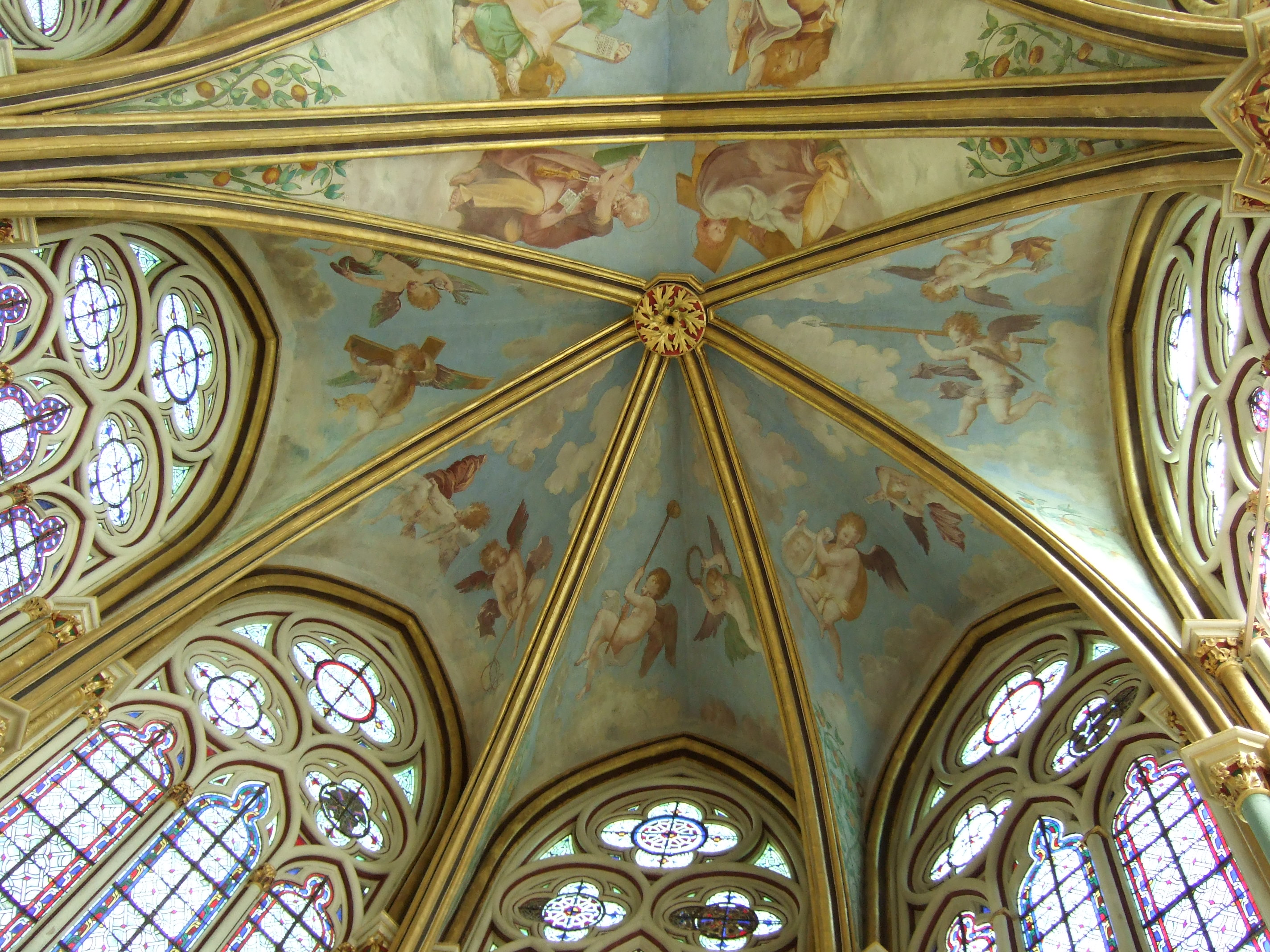
シャアリ修道院の天井画
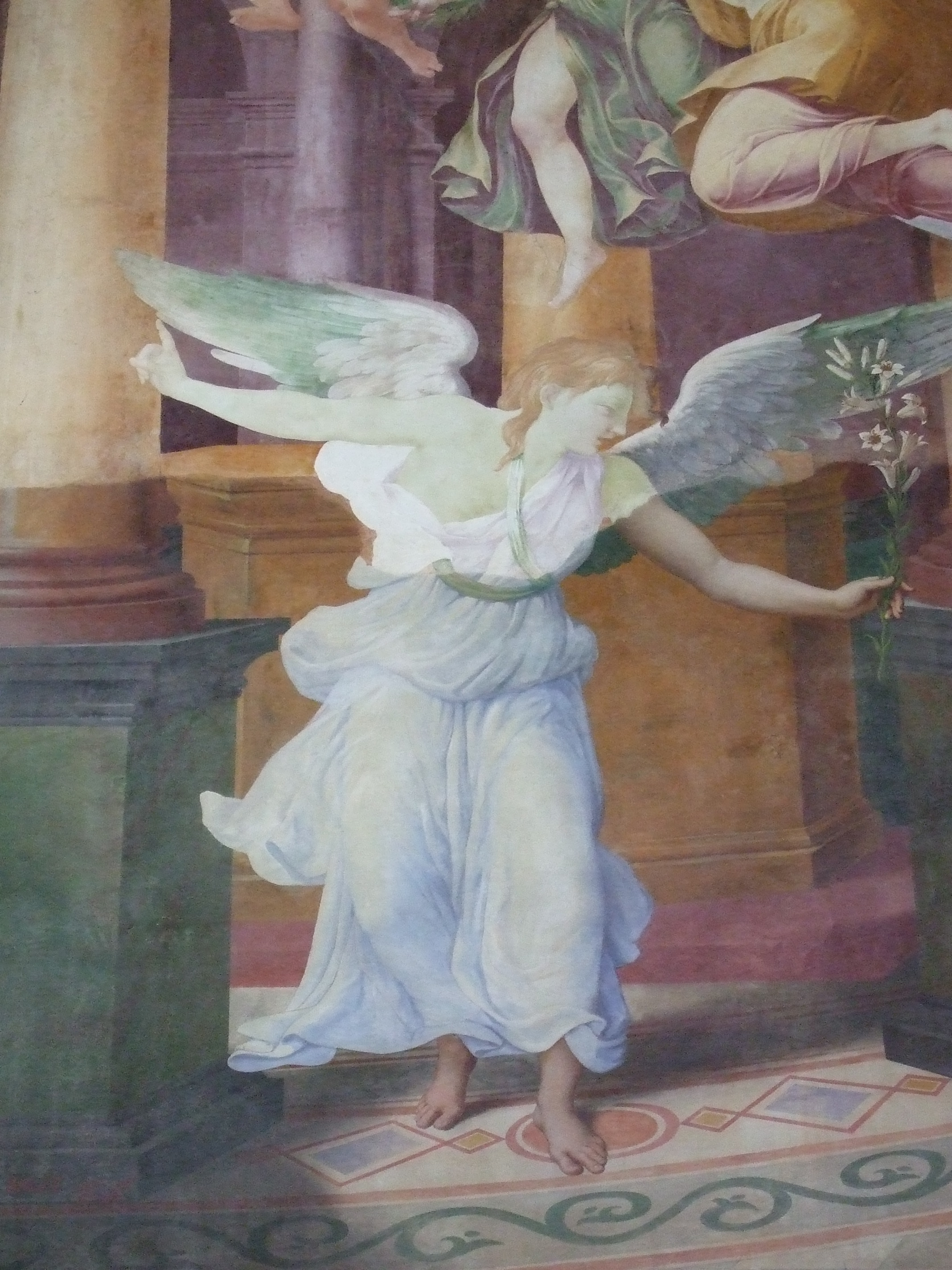
受胎告知（シャアリ修道院）